# Katawa Shoujo
A Katawa Shoujo (かたわ少女; Katava Sódzso; Hepburn: Katawa Shōjo; szó szerint: Nyomorék lányok, lefordítva: Fogyatékos lányok) egy bisódzso stílusú visual novel (vizuális regény) a Four Leaf Studiostól. Egy fiúról és öt lányról szól. A játék ötvözi a hagyományos szöveget és a vizuális regényt, a Ren'Py motoron futó ADV-szövegdobozzal. Licence Creative Commons CC-BY-NC-ND.
A cselekmény nagyrészt a Jamaku Középiskolában zajlik, amit fogyatékos és orvosi felügyeletre szoruló tartósan beteg kamaszok számára alapítottak valahol a modern Észak-Japánban. A főszereplő Nakai Hiszao; a játékban vele lehet játszani. Egy sokáig szunnyadó szívritmuszavar miatt hosszabb időre kórházba kerül, majd ide küldik. A kezdeti nehézségek ellenére megtalálja a helyét, és barátokra is lel.
A játékban néha dönteni kell, egyébként szöveg írja a cselekményt, amit lassan változó képsorok kísérnek a helyszínről és a többi szereplőről, akikkel Hiszao beszél. A választásoktól függően a játék kimenetele különböző lehet, ami tartalmazhat mély barátságot, szerelmet, vagy lehet boldog, szomorú, keserédes, semleges vége, de akár meg is halhat a főszereplő, ha nem tud mélyebb kapcsolatot kialakítani.

## Megalkotása
A játékról Raita dódzsinsi-művész készítette az első vázlatokat. 2007 januárjától a vázlatot a 4chanon vitatták meg, majd az oldal felhasználóiból és más internetes közösségekből összeállt a fejlesztőgárda. A csoport a 4chan logójára utalva Four Leaf Studiosnak nevezte el magát. 2009 április 29-én kiadták az első rész előnézetét, ami azóta már több nyelven is megjelent, nézhető és játszható angolul, franciául, japánul, magyarul, németül, oroszul, olaszul, és hagyományos és egyszerűsített kínaiul. 2012 január negyedikén a teljes sorozat csak angolul jelent meg.
A kiadást követően a Four Leaf Studios kijelentette, hogy nincsenek további tervei új projektekre. Ezzel szemben Aura az együttműködés egyéves évfordulóját ünneplő blogbejegyzésben megállapította, hogy további projektek is várhatók tőlük 2013-ban.

## Szereplők

### Főbb szereplők
Nakai Hiszao (中井 久夫; Hepburn: Nakai Hisao)
Hiszao egy fiú, akit krónikus szívritmuszavarral és veleszületett szívizomgyengeséggel diagnosztizáltak. Egy havas téli napon összeesik, amikor barátnője vallomást tesz neki. Kapcsolatuk a kórházba való szállítást követően szakad meg, hivatalosan a lány egy hónappal később szakít egy levélben. Hosszas kezelést követően a Jamaku Középiskolába kerül, mivel gyógyíthatatlan betegsége miatt orvosi felügyelet alatt szeretnék tudni. Eleinte nem szívesen veszi az áthelyezést, de gyorsan alkalmazkodik, és megbarátkozik az intézet néhány lakójával. Új barátai segítik átgondolni elképzeléseit a különböző fogyatékosságokról, ami a betegségével szemben is megváltoztatja a hozzáállását. Fő hobbijai az olvasás és a sakk.
Ibarazaki Emi (茨崎 笑美; Hepburn: Ibarazaki Emi)
Emi társaságkedvelő, energikus zöld szemű szőke lány, aki két copfban hordja a haját. Egy autóbaleset miatt térd alatt amputálták mindkét lábát, ezért műlábakat használ. Ezt a szerencsétlenségét azonban pozitívan fogja fel, és büszke a termetére. Öntudatos futó, aki nagy jelentőséget tulajdonít az egészséges étkezésnek és a gyakorlásnak. Hiszaónak is segít teljesíteni a napi futást, habár eközben Hiszao élete is veszélybe kerül. Első találkozásukkor szó szerint belefut Hiszaóba. Emi legjobb barátja és szobatársa Rin, a kiegészítő fogyatékosságaik miatt (Rinnek nincs keze), és szenvedélyességük miatt. Ezzel szemben tartózkodó a legtöbb emberrel szemben, mert fél attól, hogy elveszti a kapcsolatot azokkal, akik fontosak számára. Kérdése: Ki tudsz-e állni magadért?
Ikezava Hanako (池沢 華子; Hepburn: Ikezawa Hanako)
Amikor Hanako kislány volt, leégett a család háza. A tűzben megsérült, és a szüleit is elvesztette. Sérüléseinek nagy részét arcának jobb oldalára hullatott hajával takarja el. Gyermekkorának nagy részét árvaházban töltötte. Azért jött a Jamakuba, mert korábbi iskoláiban sokat csúfolták a sebhelyei miatt. Félénk, traumatizált lány, aki kezdetben csak Lillyvel és Akirával teremt közelebbi kapcsolatot. Hiszao osztálytársa, de sokat hiányzik, és idejének nagy részét könyvtárban olvasgatva tölti, ahol egyedül lehet. Kérdése: Szembe tudsz-e nézni a félelmeiddel?
Szató Lilly (佐藤リリー; Hepburn: Satō Lilly)
Lilly a 3-2-es, látássérültekből álló osztály képviselője. Kendzsi is ide jár. Lilly születése óta vak. A legmagasabb női főszereplő. Szőke, hosszú hajú, kék szemű. Apja japán, anyja skót, Invernessben élő családdal. Nagyon udvarias, tapintatos, anyás típus, aki nem akar beletolakodni mások ügyeibe. Előtörténetéről megjegyzik, hogy korábban egy lányiskolába járt, ahol szigorú fegyelmet tartottak. Misa múltba nézése helyett Lilly mindent a helyén kezel, így segít beilleszkedni Hiszaónak, és visszarázódni az iskolai életbe egy fesztivál előkészületei közepette. Hanako legjobb és kezdetben egyetlen barátja; rendszerint együtt ebédelnek és uzsonnáznak, és együtt vásárolnak. Júkóval is barátságban van, de Sizunétól idegenkedik, mert nem tudnak közvetlenül kommunikálni egymással. Lilly nem látja Sizune jeleit, Sizune nem beszél hangzó nyelven, és nem tud Lilly szájáról sem olvasni. Kérdése: Látod, amit én látok?
Tezuka Rin (手塚 琳; Hepburn: Tezuka Rin)
Rin karjait egy születési rendellenesség miatt amputálták, ezért a lábait használja mindennapos tevékenységeihez. Rövid vörös hajú és zöld szemű. Meglepően ügyes, művészien fest, rajzol. Fiú egyenruhát hord, hogy ne kerüljön kellemetlen helyzetbe, amikor a lábait használja. Egyénisége miatt nem tudja annyira megkedveltetni magát másokkal, mint Lilly, és Hiszaónak is egy kicsit kellemetlen vele. Érdeklik a többiek, és általában a fogyatékosságok, és hobbiból kérdezősködik mások után is. Meglehetősen szókimondó, még a menstruációval kapcsolatban is. Emi barátja és szobatársa, a kiegészítő fogyatékosságaik miatt. A fesztiválra készülve a hálótermekkel szembeni nagy falat festi. Kérdése: Kihasználod-e a lehetőségeidet?
Hakamicsi Sizune (羽加道 静音; Hepburn: Hakamichi Shizune)
Sizune Hiszao osztálytársa és a 3-3 osztály osztályképviselője. Hosszú, sötétkék hajú, kék szemű siket lány, aki csak jelnyelven tud megszólalni. Jeltolmácsként barátja, Misa szolgál, aki majdnem mindig mellette áll. Sizune kissé erőszakos, erős akaratú és manipulatív, de tud kedves és érzelmes is lenni. Lilly miatt kezdetben Hanakóval szemben is ellenérzései vannak. Kérdése: El tudod nekem mondani, hogy mit gondolsz?
Mikado Siina (御門 椎名; Hepburn: Mikado Shiina) becenevén Misa (ミーシャ; Hepburn: Mīsha)
Misa Sizune legjobb barátja, jeltolmácsa és egyedüli társa a tanulói tanácsban. Először ő barátkozik Hiszaóval a Jamakuban. Hosszú, göndör, rózsaszín hajú, arany szemű. Barátságos és közvetlen, habár lelkendezése időnként fárasztó. Bár az első rész egy fontos szereplője, Hiszao számára nem jelent lehetséges szerelmet, hanem a fiút inkább Sizune érdekli. Misa szerepe az iskola életébe való bevezetésre és a közvetítésre korlátozódik. Segíti Sizunét abban, hogy meggyőzze Hiszaót a diáktanácshoz való csatlakozásban. A jelnyelv miatt jár a Jamakuba, bár a rajongók szerint a személyisége és a viselkedése alapján lehet hiperaktív, kényszerbeteg vagy Angelman-szindrómás. Raita eredetei rajzain nem szerepel.

### Mellékszereplők
Szetó Kendzsi (瀬藤 健二; Hepburn: Setō Kenji)
Kendzsi Hiszao szomszédja, aki jogilag vak, és csak azt látja, ami a szemétől egy hüvelyknyire van. Aszociális, és az utolsó normális embernek érzi magát egy bolond világban. Sokat foglalkozik a feministák és általában a nők feltételezett összeesküvéseivel, ezért ő akarja átvenni az irányítást. Ezek az érzések egy évvel a történet kezdete előtt kezdődtek, amikor szerelmeskedett akkori barátnőjével, és az aktus után elfáradt. Így akar rivalizálni Rin egyéniségével. Kendzsi köre az első rész rossz végződése, amikor a játékos nem barátkozik össze egyik lánnyal sem.
Ápoló (ナース; Nászu; Hepburn: Nāsu)
A Jamaku meg nem nevezett főápolója. Barátságos minden tanulóval és minden beteggel, de gyorsan dühbe gurul, ha tanácsait nem veszik komolyan. Megkéri Emit, hogy informálja őt arról, hogy Hiszao teljesíti-e az előírt gyakorlatokat. Először akkor jelenik meg, amikor Hiszao elhagyja Sizunét és Misát, és először megy az orvosi blokkba.
Mutó Akio (武藤 昭夫; Hepburn: Mutō Akio)
A 3-3-as osztály természettanára. Olyan kevéssé foglalkozik az osztályával, mint a valósággal. A legnagyszerűbb képessége az, hogy kiszűri a lényegtelent, bár akinek nem emlékszik a nevére, az ezzel nem ért egyet. Először akkor jelenik meg, amikor Hiszao a játék elején belép a hallba. Külsejét David Tennantról, mint a Doctor Who-beli Tenth Doctorról formálták.
Sirakava Júko (白川 優子; Hepburn: Shirakawa Yūko)
A Jamaku könyvtárosa, barátságos Lillyvel és Hanakóval. Komoly problémái vannak az életének rendezésével, ezért mindig készségesen segít rendezni mások életét. Igyekszik visszafogni magát, neurotikusan figyel a részletekre, és depresszióra hajlamos. Egyetemi tanulmányai alatt részmunkaidőben dolgozott egy kávéházban. Először akkor jelenik meg, amikor Lilly magával viszi Hiszaót a könyvtárba, és néven szólítja. Kiderül, hogy volt egy fiatalabb barátja, aki azóta eltűnt, bár sejthető, hogy ez a barát éppen Kendzsi.
Szató Akira
Lilly nővére, és apjuk vállalatának japán ágának jogásza. Férfiöltönyben jár, kalandkedvelő, és néha nem szívesen reagál, húga személyiségének barátságos ellentettje. Főként Lilly és Hanako útján jelenik meg. Gyakran látható unokatestvére, Hakamicsi Hideaki mellett.
Hakamicsi Hideaki
Sizune öccse. Nagyon okos, és a nővéréhez hasonlóan gondolkodik. Nőiesen öltözik, de ez ritkán feltűnő.
Hakamicsi Dzsigoro
Sizune apja. Zsugori, kiállhatatlan, kérkedő alak, aki majdnem mindenkivel konfrontálódik, és aki mindennel henceg, a mindig magánál hordott katanától kezdve a készülő önéletrajzáig.
Ivanako (岩魚子)
Hiszao korábbi barátnője. A bevezetőben az ő szerelmi vallomása hatására kap szívrohamot Hiszao. A kórházi tartózkodás alatt elsodródik a fiútól, de minden útvonalon érkezik tőle egy levél. Hiszao válasza az útvonaltól függ, mint az is, hogy elolvassa-e egyáltalán.
Miura Miki
Hiszao osztálytársa. Bal kezét csuklóból amputálták. A futópályán egyedül Emi előzi meg. Ennek ellenére nem jelenik meg Emi útvonalán. Lilly útvonalán egyszer megemlítik, és Hanako útvonalán röviden elbeszélget Hiszaóval.
Nomija Sinicsi
Rajztanár, egy kövér, excentrikus férfi, aki ígéretes festő volt, de feladta a művészetet a tanításért. Küldetésének érzi, hogy Rinből híres festőt képezzen.
Szaiondzsi Szae
Egy kiállítóterem tulajdonosa a városban, és Nomija idősebb barátja, aki szintén egy visszavonult művész. Legtovább Rin útvonalának végén látható.
Ibarazaki Meiko
Emi anyja. Rövid időre megjelenik Rin útvonalán, de főként Emi útvonalán jelenik meg. Fiatalos és vonzó asszony, aki nagyban hasonlít Emire, amit Hiszao úgy értelmez, hogy ő az idősebb Emi.

## Fogadtatása
A Katawa Shoujo alapvetően pozitív fogadtatásra talált. Nem sokkal a kiadás után már dicsérték a kiváló minőségét, az őszinteségét és a téma kezelését. Dicsérték a szerelmi jeleneteket és a szexuális tartalmakat is. A játéknak választható olyan változata, amely nélkülözi ezeket a tartalmakat, és más részletek helyettesítik, így nem törik meg a cselekmény és nem válnak pontatlanabbá a jellemrajzok sem. Más kritikák nem voltak ilyen kedvezők; Dave Riley, az Otaku USA Magazine kritikusa szerint a szereplők is, és a szöveg is rosszak.
A játék nevét is kritizálták. Habár a katawa szót mindenki fogyatékosnak fordítja, eredetében ez a szó sértő, mintha nyomoréknak neveznék őket. Szó szerint ez egy olyan járműre utal, aminek csak egy kereke van, ezért rosszul működik. A játék fejlesztői erre úgy reagáltak, hogy nem akartak megsérteni senkit, és az elnevezést Raitától vették át a rajzokkal együtt.

## Áprilisi tréfák
A Four Leaf Studios a készítés ideje alatt minden április elsején tett egy utólag megcáfolt bejelentést. A bejelentések a videójáték-fejlesztők szokásos bejelentéseire hasonlítottak. Ígértek további folytatást, a képminőség feljavítását, cenzúrázott újrakiadást, kiegészítőket, kis összegű átutalásért bónusz tartalmat, a hirdetések eltávolítását, kizárólagossági szerződést, prémium tartalmat, Steam-en keresztüli letöltést, a Studio Deen általi anime adaptációt, hangos változatot, no meg paródiát.